# アメリカ・ファースト
アメリカ・ファースト（英語: America First、アメリカ第一主義、米国第一主義）とは、孤立主義を強調するアメリカ合衆国の外交政策のスタンスを指す言葉である。第一次世界大戦の戦間期（1918年から1939年）に目立つようになり、第二次世界大戦の時期はアメリカの参戦に反対する圧力団体であるアメリカ第一主義委員会によっても提唱された。2016年以降は大統領選挙に出馬したドナルド・トランプがこのスローガンを連呼したことにより、再び脚光を浴びた。当選して大統領となったトランプは任期中にこのスローガンを実行するように様々な国際条約・国際組織から脱退した。多くの識者はトランプのアメリカ第一主義政策をアメリカの国際的孤立の主要な要因と見做し、一部のコメンテーターはこの政策を「アメリカ・アローン」とも揶揄していた。

## 歴史

### 由来
政治的スローガンとしての「アメリカ・ファースト」は、1850年代にカトリックの移民排斥を主張したユダヤ人の米国下院議員であるルイス・チャールズ・レヴィンが設立したアメリカン党に由来する。その後、第一次世界大戦以降のスローガンとして民主党と共和党の両方の政治家によって使用されて有名となった。第一次世界大戦期のウィルソン大統領は、ジャーナリストのウィリアム・ランドルフ・ハーストと同様に中立を表明するためにこの言葉を使用した。また、1920年アメリカ合衆国大統領選挙で共和党の上院議員であるウォレン・ハーディング候補もこのスローガンを使用しており、その後当選した。
アメリカ第一主義は第二次世界大戦へのアメリカの参入に反対する非介入的圧力団体であるアメリカ第一委員会によって提唱されたスローガンと外交政策として最もよく知られている。この団体は国際関係におけるアメリカのナショナリズムと一国主義を強調し、最盛期に450の分会と80万人の有料会員の力により「アメリカ・ファースト」というスローガンを広めた。ただし、アメリカ第一委員会は様々な支持者を持っていたが、「この運動は反ユダヤ主義のファシスト的なレトリックによって損なわれていた」。
後にパット・ブキャナンはこのスローガンを使い、第二次世界大戦期のアメリカ第一委員会を称賛して「その組織の成果はモニュメンタルである」と述べた。ブキャナンの「アメリカ・ファースト」の外交政策への呼びかけは、よくアメリカ第一委員会のそれと比較される。

### ドナルド・トランプによる使用
2000年の改革党の大統領予備選挙でパット・ブキャナンと対戦したドナルド・トランプは、2015年11月の論説でブキャナンのこのスローガンを最初に使った。その後、トランプ陣営のキャンペーンでは「アメリカを最優先しようとするナショナリスト」とトランプ候補を賞賛する記事を公表した。キャンペーン・マネージャーのコーリー・ルワンドウスキーは、このフレーズでトランプを宣伝し、後に『トランプのアメリカ・ファースト』 というタイトルの本も出版した。サラ・ペイリンとクリス・クリスティも、トランプを支持する演説でこのスローガンを取り上げた。2016年3月のニューヨークタイムズによるインタビューでデイビッド・サンガーによる提案と歴史的比較を受けた後、トランプはこのスローガンを毎日のレパートリーにも取り入れた。
その後トランプ候補はパット・ブキャナン以前の使用法を参照せずに、彼の政権で「アメリカ・ファースト」が主要かつ最優先のテーマになると約束し、ナショナリズムかつ不干渉主義の立場を標榜した。2016年アメリカ合衆国大統領選挙に当選した後「アメリカ・ファースト」はトランプ政権の公式の外交ドクトリンとなり、トランプの就任演説のテーマの1つにもなった。2017年1月25日に発表されたポリティコ/モーニングコンサルトの世論調査では、65パーセントのアメリカ人はトランプ大統領の「アメリカ・ファースト」の就任メッセージに肯定的に反応し、39パーセントが否定的だと見なした。同年にトランプ政権は2018年の連邦予算において、タイトルにメイク・アメリカ・グレート・アゲインとアメリカ・ファーストの両方を付けた。具体的には軍事・国土の安全保障・退役軍人への支出増加・外国への支出削減を約束し、バランスの取れた予算を達成するための10年間の目標を設定した。
一部の人はアメリカ第一委員会の黒歴史と比較しながら、このスローガンを批判した。多くの学者・コメンテーター・ユダヤ人組織（ADLなど）は移民排斥・反ユダヤ主義との歴史的な関連性から、トランプのこのスローガンの使用を批判した。しかし、トランプ本人は自身が孤立主義者であることを否定し、「私はこの表現が好きだ」と述べた。
一方でトランプは昔も今も不干渉主義者ではないとの主張もある。保守派のコラムニストであるダニエル・ラリソンは『ジ・アメリカン・コンサバティブ』という雑誌で、「トランプはアメリカが参加した以前の戦争を災害と非難したが、彼の不満はこれらの戦争によりアメリカが具体的な利益を得ていないということだった。トランプは他国を攻撃することを悪いと思わないが、戦争した後にアメリカは彼らの資源を奪取できなかったと嘆いた。また、トランプは決して今進行中の戦争の終結を求めていない。彼は勝つこと以外に興味が無い。」と述べた。現にトランプはシリアからのアメリカ軍撤退を表明するも、後にシリアのハサカ県とデリゾール県における油田地帯に残留させることを決定してイラン・ロシアから反発された。さらにイラク戦争に関しても戦後に石油利権を中国に奪われたという点をかねてから批判していた。また、トランプはヨーロッパ連合を弱体化させることを目的として、経済的及び政治的批判と政策を行ってきた。
一部のメディアはトランプの「アメリカ・ファースト」政策を2017年以降のアメリカの国際的孤立の主要な要因としており、「アメリカ・アローン」と揶揄したこともある。